# バルクレー・ネチャコ地域
バルクレー・ネチャコ地域（バルクレー・ネチャコちいき、英: District of Bulkley-Nechako, RDBN）は、ブリティッシュコロンビア州の地方行政区の1つ。州の中央部に位置する。

## 主な都市
- バーンズ・レイク：行政府
- スミザーズ